# شهرستان قهقهه
شهرستان قهقهه (به ترکمنی: Kaka etraby، قاقا اطرابیٛ) یکی از شهرستان‌های ترکمنستان است که در استان آخال واقع شده‌است.
مرکز این شهرستان شهر قهقهه است. از مناطق باستانی این شهرستان می‌توان به نمازگاه‌تپه، آلتین‌تپه و خسروقلعه اشاره کرد.

## تقسیمات اداری
شهرستان قهقهه شامل یک شهر، یک شهرک، و ده شورای روستایی می‌باشد.
- شهرها (şäherler / شأهرلر)
  - قهقهه (Kaka / قاقا)

- شهرک‌ها (şäherçeler / شأهرچه‌لر)
  - دوشاخ (Duşak / دوُشاق)
    - شامل: شوکور بخشی (Şükür bagşy / شوٚکوٚر باغشیٛ)

- شوراهای روستایی (oba geňeşlikleri / اوْبا گنگشلیکلری)
  - آرتیق (Artyk / آرتیٛق)
    - آرتیق (Artyk / آرتیٛق)

  - چهچه (Çäçe / چأچه)
    - چهچهه (Çäçe / چأچه)

  - عرب‌قلعه (Arapgala / عاراپ‌قالا)
    - عرب‌قلعه (Arapgala / عاراپ‌قالا)

  - قره‌خان (Garahan / قاراحان)
    - قره‌خان (Garahan / قاراحان)

  - قوزغان (Gozgan / قوْزغان)
    - قوزغان (Gozgan / قوْزغان)

  - قووشوت (Gowşut / قوْوشوُت)
    - قووشوت (Gowşut / قوْوشوُت)
    - ایستگاه قووشوت (Gowşut bekedi / قوْوشوُت بکه‌دی)

  - کورن‌قلعه (Kürengala / کوٚرن‌قالا)
    - کورن‌قلعه (Kürengala / کوٚرن‌قالا)
    - سلطان‌دشت (Soltandeşt / سوْلطان‌دشت)

  - مهین‌لی (Mehinli / مهین‌لی)
    - بکری‌اولن (Bükriölen / بوٚکری‌اؤلن)
    - بلانیق (Bulanyk / بوُلانیٛق)
    - خاششان (Haşşan / خاششان)
    - خواجه‌منگلی (Hojameňli / حوْجامنگلی)
    - قرق‌قویی (Kyrkguýy / قیٛرق‌قوُییٛ)
    - کمه‌لی (Kümeli / کوٚمه‌لی)
    - کوپ‌قویی (Köpguýy / کؤپ‌قوُییٛ)
    - مهین‌لی (Mehinli / مهین‌لی)
    - همت‌لی (Hümmetli / هوٚمّت‌لی)

  - میهنه (Mäne / مأنه)
    - میهنه (Mäne / مأنه)

  - هرچینگان (Harçiňňan / هارچینگّان)
    - هرچینگان (Harçiňňan / هارچینگّان)